# Оук-Ридж (Луїзіана)
Оук-Ридж (англ. Oak Ridge) — селище (англ. village) в США, в окрузі Моргаус штату Луїзіана. Населення — 124 особи (2020).

## Географія
Оук-Ридж розташований за координатами 32°37′28″ пн. ш. 91°46′23″ зх. д. / 32.62444° пн. ш. 91.77306° зх. д. (32.624353, -91.773125).  За даними Бюро перепису населення США в 2010 році селище мало площу 2,57 км², уся площа — суходіл.

## Демографія
Згідно з переписом 2010 року, у селищі мешкали 144 особи в 64 домогосподарствах у складі 44 родин. Густота населення становила 56 осіб/км².  Було 80 помешкань (31/км²).
Расовий склад населення:
| - 90,3 % — білих - 9,7 % — чорних або афроамериканців |

До двох чи більше рас належало 0,0 %. Частка іспаномовних становила 0,0 % від усіх жителів.
За віковим діапазоном населення розподілялося таким чином: 17,4 % — особи молодші 18 років, 58,3 % — особи у віці 18—64 років, 24,3 % — особи у віці 65 років та старші. Медіана віку мешканця становила 48,5 року. На 100 осіб жіночої статі у селищі припадало 80,0 чоловіків;  на 100 жінок у віці від 18 років та старших — 85,9 чоловіків також старших 18 років.
За межею бідності перебувало 0,8 % осіб, у тому числі 0,0 % дітей у віці до 18 років та 3,7 % осіб у віці 65 років та старших.
Цивільне працевлаштоване населення становило 45 осіб. Основні галузі зайнятості: роздрібна торгівля — 22,2 %, сільське господарство, лісництво, риболовля — 17,8 %, публічна адміністрація — 13,3 %, науковці, спеціалісти, менеджери — 13,3 %.